# 愛宕通り
愛宕通り（、ローマ字表記: Atago Dōri）は、福岡県福岡市西区の愛宕大橋交差点から下山門交差点までを結ぶ、市道豊浜拾六町線に付けられた福岡市道路愛称。上空に福岡高速1号線が通っており、同道路と同時に整備された。
ヤマザクラが街路樹として整備されている。

## 路線概要
- 全長 - 2.8km
- 幅員 - 40m
- 交通量 - 18,159台[2]

## 周辺
- 福岡市立愛宕小学校
- 愛宕神社
- ウエストコート姪浜
- 福岡市立内浜中学校
- 大町団地

## 通過する自治体
- 福岡県
  - 福岡市
    - 西区

## 交差する道路
| 交差する道路                      | 交差する場所   |
| --------------------------------- | -------------- |
| 〈マリナ通り〉                    | 愛宕大橋       |
| 福岡高速環状線 愛宕出入口         |                |
| 〈明治通り〉                      | 愛宕           |
| 福岡高速環状線 姪浜出入口         |                |
| 〈姪浜大通り〉県道560号都地姪浜線 | 西区役所南入口 |
| 〈下山門通り〉県道560号都地姪浜線 | 下山門         |